# ТЕС Монтальто-ді-Кастро
ТЕС Монтальто-ді-Кастро — теплова електростанція у центральній частині Італії в регіоні Лаціо, провінція Вітербо.
На майданчику у Монтальто-ді-Кастро повинна була з'явитись перша італійська атомна електростанція. Проте після аварії на Чорнобильській АЕС, у 1987 році провели референдум, котрий скасував проект (на той час по АЕС Монтальто-ді-Кастро було виконано вже 70 % робіт).
Щоб використати майданчик, тут почалось зведення потужної теплової електростанції. Спершу у 1992-му запустили 8 встановлених на роботу у відкритому циклі газових турбін — 4 потужністю по 114 МВт та 4 з показником у 128 МВт, котрі мали споживати природний газ. Далі з 1995 по 1999 роки стали до ладу 4 конденсаційні енергоблоки потужністю по 660 МВт. Вони використовували технологію суперкритичного парового циклу та мали споживати нафту. Для підвищення паливної ефективності, газові турбіни під'єднали до котлів-утилізаторів, котрі стали постачати пару для парових турбін головних конденсаційних блоків (втім, основна частина пари все-рівно вироблялась власними котлами цих енергоблоків).
Для видалення продуктів згоряння чотири основні блоки були під'єднані до димаря висотою 200 метрів, тоді як котли-утилізатори обслуговували два димаря висотою по 100 метрів.
У зв'язку із розвитком відновлюваної енергетики потреби в продукції ТЕС Монтальто-ді-Кастро зменшились. Як наслідок, у 2015 році з експлуатації вивели всі конденсаційні блоки, а в 2016-му оголосили про закриття всієї станції.